# Moral de Hornuez
Moral de Hornuez település Spanyolországban, Segovia tartományban. Moral de Hornuez Pradales, Villaverde de Montejo, Valdevacas de Montejo, Maderuelo, Campo de San Pedro, Cilleruelo de San Mamés és Cedillo de la Torre községekkel határos. Lakosainak száma 40 fő (2024).

## Népesség
A település népessége az elmúlt években az alábbi módon változott:
| Lakosok száma | 104  | 93   | 111  | 101  | 82   | 73   | 59   | 49   | 45   | 40   |
|               | 2001 | 2004 | 2007 | 2009 | 2012 | 2014 | 2017 | 2019 | 2022 | 2024 |